# Stegosauroniscus horridus
Stegosauroniscus horridus är en kräftdjursart som beskrevs av Schmoelzer 1974. Stegosauroniscus horridus ingår i släktet Stegosauroniscus och familjen Eubelidae. Inga underarter finns listade i Catalogue of Life.